# Євстигнєєв Сергій Йосипович
Сергій Йосипович Євстигнєєв (нар. 1884, село Хомеї Московської губернії, тепер Московської області, Російська Федерація — серпень 1955, тепер Російська Федерація) — радянський діяч, голова виконавчого комітету Омської обласної ради депутатів трудящих. Депутат Верховної Ради СРСР 1-го скликання.

## Біографія
Народився в селянській родині.
У 1917—1924 роках — помічник майстра, начальник, комісар військово-інженерних майстерень у Москві.
Член РКП(б) з 1919 року.
У 1924—1930 роках — директор заводу № 39 імені Менжинського в Москві.
У листопаді 1931 — квітні 1936 року — голова Краснопресненської районної ради міста Москви.
У квітні 1936 — червні 1937 року — голова Ленінградської районної ради міста Москви.
У червні — серпні 1937 року — начальник транспортного управління Московської міської ради.
У серпні 1937 — 8 січня 1940 року — в.о. голови виконавчого комітету Омської обласної ради.
9 січня 1940 — 1943 року — голова виконавчого комітету Омської обласної ради депутатів трудящих.
Подальша доля невідома.

## Нагороди
- орден Леніна (13.09.1931)
- орден Трудового Червоного Прапора (1942)
- медалі